# 1008 La Paz
1008 La Paz este un asteroid din centura principală, descoperit pe 31 octombrie 1923, de Max Wolf.